# Владета Петрић
Владета Петрић (Београд, 28. новембар 1919 — Чачак, 28. новембар 1970) био је српски вајар.

## Биографија
Рођен је 1919. године у Београду. Завршио је Гимназију са вишим течајним испитом и вајарски одсек Академије ликовних уметности у Београду 1946. са Специјалком у класи Сретена Стојановића 1948. године.
Од 1951. до 1954. је био сарадник Државне мајсторске радионице Антуна Аугстинчића у Загребу. Самостално је излагао у Београду 1956. и 1966. и на групним изложбама у Београду, Загребу, Љубљани и Сарајеву.
Учествовао је на Другој изложби Удружења ликовних уметника Србије од 28. новембра до 28. децембра 1945. и Првој изложби Савеза ликовних уметника Југославије у мају 1949. у Уметничком павиљону „Цвијета Зузорић”, изложбама „Послератна вајарска генерација Србије 1945—1955” у галерији Дома војске у Београду од 25. септембра до 20. октобра 1955, „Двадесет година београдске скулптуре 1944—1964” у галерији Културног центра Београда у октобру 1964, „НОБ у делима ликовних уметника Југославије” у галерији Дома ЈНА од 26. новембра до 16. децембра 1966. и у Уметничкој галерији „Надежда Петровић” од 16. маја до 6. јуна 1971, „Изложба скулптура: дела аутора из збирке” у Галерији ликовне уметности поклон збирка „Рајка Мамузића” у априлу 1992, Октобраским салонима, Југословенским тријеналима и другим.
Израдио је споменик Народноослободилачке борбе народа Југославије у Љуботину, меморијалну скулптуру у Аушвицу, споменик Филипу Кљајићу у Зворнику и спортске фигуре око стадиона Партизана. Добитник је награде Комитета за културу Владе Социјалистичке Републике Србије 1947. и републичке награде Србије 1949.
Преминуо је 1970. године у Чачку.